# Santa María Zacatepec
Santa María Zacatepec là một đô thị thuộc bang Oaxaca, Mexico. Năm 2005, dân số của đô thị này là 13734 người.